# Maestro dell'Altare dei Dieci Comandamenti
Maestro dell'Altare dei Dieci Comandamenti (Meister der Zehngebotetafel; fl. XV secolo) è stato un pittore tedesco attivo a Gottinga all'inizio del XV secolo.
L'anonimo pittore tedesco prende il nome dall'Altare a portelle, detto dei Dieci Comandamenti, proveniente probabilmente dalla cappella, costruita nel 1319, del Santo Corpo di Nostro Signore nella città di Gottinga.
Dell'altare è sopravvissuta solo la parte centrale, ora al Museo di Hannover, con sei scene poste su due registri e rappresentanti: il secondo, terzo, quarto, settimo, ottavo e nono Comandamento; le portelle, illustranti gli altri Comandamenti, sono perdute.
Nella parte superiore di ciascuna scena è il Cristo a mezza figura con un filatterio sul quale è iscritto il testo dei Dieci Comandamenti. 